# PlayOnLinux
PlayOnLinux (em português:  "Jogue No Linux") é um front-end gráfico para a camada de compatibilidade de software do Wine e que possibilita que usuários do Linux instalem jogos eletrônicos baseados no Windows, bem como muitos outros aplicativos como o iTunes da Apple, Safari, Microsoft Office (2000 a 2010), Microsoft Internet Explorer etc.
O sistema fornece scripts shell empacotadores que especificam a configuração do Wine necessária para instalar e executar um aplicativo específico.
Ele utiliza um banco de dados de scripts online para aplicar a diferentes aplicativos que necessitam de coniguração especial. Se o jogo não estiver no banco de dados, uma instalação manual pode ser realizada. Programas podem ser instalados e cada um é colocado em um recipiente, ou container (WINEPREFIX), diferente para prevenir interferências de um com outros. Isso proporciona isolamento muito semelhante com a forma que os frascos do CrossOver trabalham. Desta forma, os aplicativos podem usar versões e configurações diferentes do Wine conforme apropriado. A instalação dos aplicativos é gerenciada pelo software do PlayOnLinux propriamente dito, sem a necessidade de instalar o Wine separadamente.
O programa também permite que o usuário crie partições virtuais, nas quais programas específico podem ser instalados com diferentes versões e programas do Wine, similar a um computador multi-boot.
O PlayOnLinux é desenvolvido usando uma combinação do Bash, Python e wxPython.